# 罗什维尔 (上莱茵省)
罗什维尔（法語：Rorschwihr，法語發音：[ʁɔʁʃviʁ] ⓘ）是法国上莱茵省的一个市镇，属于科尔马-里博维莱区。

## 地理
罗什维尔（48°13'2"N, 7°21'46"E）面积2.47 平方千米，位于法国大東部大區上莱茵省，该省份为法国东部内陆省份，是阿尔萨斯的一部分，今与下莱茵省组成了阿尔萨斯欧洲集体，其北临下莱茵省，西接孚日省，西南接贝尔福地区省，东侧沿莱茵河与德国相望，南与瑞士接壤。
与罗什维尔接壤的市镇（或旧市镇、城区）包括：贝尔盖姆、圣伊波利特、罗代恩。
罗什维尔的时区为UTC+01:00、UTC+02:00（夏令时）。

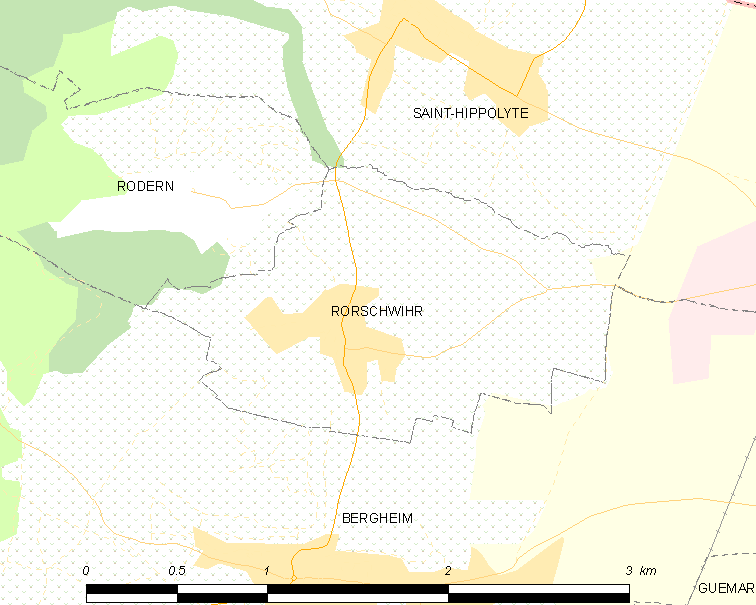
罗什维尔的OSM定位图

## 行政
罗什维尔的邮政编码为68590，INSEE市镇编码为68285。

## 政治
罗什维尔所属的省级选区为圣玛丽欧米讷县。

## 人口

1962-2008年间罗什维尔人口变化图示

罗什维尔于2022年1月1日时的人口数量为366人。